# Henri van Nieuwenhoven
Hendricus Wilhelmus Gerardus (Henri) van Nieuwenhoven (Rotterdam, 18 augustus 1876 – Someren, 25 maart 1962) was een Nederlands dirigent en componist.
Hij was zoon van beeldhouwer Hendricus Gerardus van Nieuwenhoven en Maria Christina Snel. Henri is broer van kunstenaar Willem van Nieuwenhoven. Zus Johanna van Nieuwenhoven had een korte loopbaan als sopraan rond 1910. Hij was getrouwd met Louisa Anna Maria Simons (Louise van Nieuwenhoven), zelf een verdienstelijk zangeres. 
Hij kreeg zijn muziekopleiding van Cornelis Christiaan August de Vliegh aan de plaatselijke muziekschool, daarna van Ludwig Felix Brandts Buys (piano en compositie), Herman Meerloo (viool) en Bernard Dessau (viool). Hij ontwikkelde zich verder op de piano, waarbij hij tot 1905 vanuit Rotterdam werkte. Vanaf dat jaar was hij te vinden als dirigent van het Breda’s Mannenkoor (dirigent aldaar van 1905 tot 1917), het gemengd Toonkunstkoor (opgeheven 1908) aldaar, diverse muziekgezelschappen en de Algemene Zang- en muziekschool van die stad.
Van zijn leven na 1908 is weinig bekend; hij leidde een teruggetrokken bestaan. In 1944 voerde Laurens Bogtman (zanger) nog een vijftal liederen van hem uit onder begeleiding van het Rotterdams Philharmonisch Orkest onder leiding van Eduard Flipse.
Werklijst
Hij componeerde een aantal werken, maar een aantal daarvan haalde alleen het stadium van manuscript. Onderstaande werken werden wel uitgegeven:
- opus 1; Romanze canzonetta voor viool en piano
- opus 2: Acht kinderliederen voor zangstem en piano met aanbeveling door Richard Hol
- opus 3: Acht kinderliederen voor zangstem en piano (tweede bundel)
- opus 4: Drie lederen voor zangstem en piano, nummer 1: Ik was in den hemel, op tekst van Marie Boddaert.
- opus 8: Hymne aan den vrede voor vierstemmig mannenkoor
- opus 9: Zomeravond, voor vierstemmig mannenkoor
- opus 10: Drie liederen: 1: Weenend woud (op tekst van J. Snellen), 2: Ik heb er van zilveren meren gedroomd (tekst Gerrit Hendrik Priem) en 3: ’T is goed in ’t dichte, wilde woud (tekst: G.H.Priem); alle drie voor zangstem en piano
- opus 11: Druidenzang (Fiore della neve) voor mannenkoor
- opus 16: Gloria voor mannenkoor
- opus 18: Tranen
- opus 20: Sanctus voor Rotte’s Liedertafel
- opus 22: Vier liederen
- opus 27; Salve regina voor gemengd koor
- opus 29: Zes kinderliedjes
- Miserere mei dews

Hij trad veelvuldig op als jurylid bij zangwedstrijden. Tot minstens in de jaren 1940-1949 was hij muziekcriticus bij de Bredasche Courant.